# El Pino de Tormes
El Pino de Tormes es un municipio y localidad española de la provincia de Salamanca, en la comunidad autónoma de Castilla y León. Se integra dentro de la comarca del Campo de Salamanca (Campo Charro). Pertenece al partido judicial de Salamanca.
Su término municipal está formado por las localidades de El Pino de Tormes y Zaratán, ocupa una superficie total de 20,22 km² y según los datos demográficos recogidos en el padrón municipal elaborado por el INE en el año 2017, cuenta con una población de 159 habitantes.

## Geografía
El término municipal limita al norte con Almenara de Tormes y Valverdón, al este con Florida de Liébana, al sur con Parada de Arriba y Porteros (perteneciente al municipio de Carrascal de Barregas) y al oeste con Zarapicos.

## Historia
Su fundación se remonta a la repoblación efectuada por los reyes de León en la Edad Media, quedando integrado en el cuarto de Baños de la jurisdicción de Salamanca, dentro del Reino de León, denominándose entonces simplemente El Pino. Con la creación de las actuales provincias en 1833, El Pino quedó encuadrado en la provincia de Salamanca, dentro de la Región Leonesa.

## Geografía humana

### Demografía
Cuenta con una población de 149 habitantes (INE 2024).
| Gráfica de evolución demográfica de El Pino de Tormes entre 1842 y 2021 |
| |
| Población de derecho según los censos de población del INE Población de hecho según los censos de población del INEEn estos censos se denominaba El Pino: 1842, 1857, 1860, 1877, 1887 y 1897 |

### Núcleos de población
El municipio se divide en dos núcleos de población, que poseían la siguiente población en 2017 según el INE.
| Núcleo de población | Población |
| ------------------- | --------- |
| El Pino de Tormes   | 158       |
| Zaratán             | 1         |

### Economía
La tasa de paro era del 13,56% en 2001 y de la población activa el sector primario ocupaba al 52,94%, la industria y artesanía al 5,88%, la construcción al 15,69% y los servicios al restante 25,49%.
Las explotaciones agrarias, 28 según el censo agrario de 1999, ocupaban 2026 ha, el 77,5% en propiedad, el 21,1% en arrendamiento, el 0,1% en régimen de aparcería y el 1,2% en otros regímenes de tenencia. 1515 ha estaban labradas (1513 de herbáceos y 2 de frutales), 312 se dedicaban a pastos permanentes, 130 a explotaciones forestales y 69 ha eran otras tierras no forestales. Del total de explotaciones, 5 tenían menos de 5 ha y 9 superaban las 50 ha. Las unidades ganaderas censadas en 1999 eran 1166: 497 de bovino, 136 de ovino, 506 de porcino, 26 de equino y 1 de ave.

## Administración y política

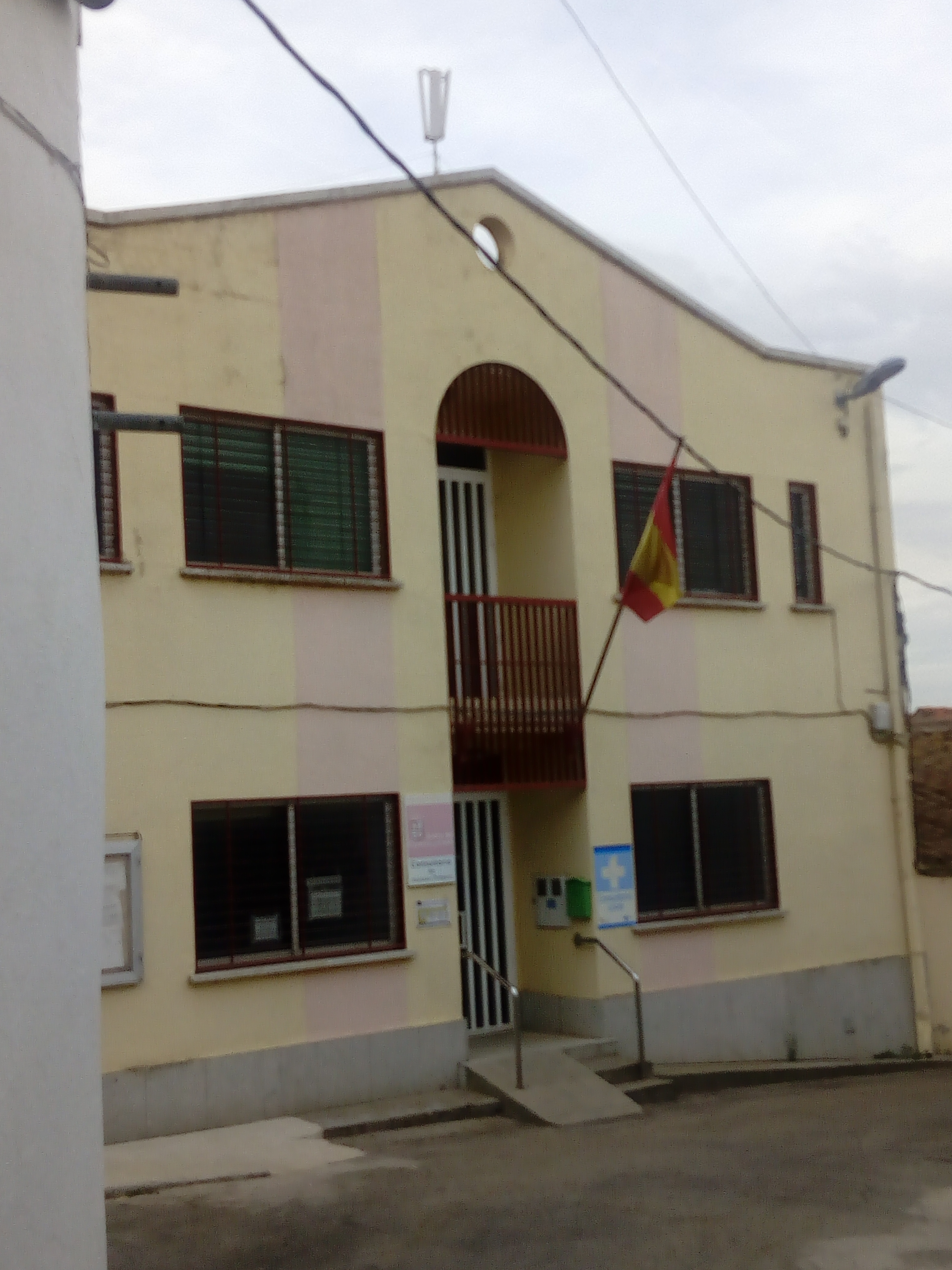
Casa consistorial

| Partido político                         | 2019  | 2019  | 2019       | 2015  | 2015  | 2015       | 2011  | 2011  | 2011       | 2007  | 2007  | 2007       | 2003  | 2003  | 2003       |
| Partido político                         | %     | Votos | Concejales | %     | Votos | Concejales | %     | Votos | Concejales | %     | Votos | Concejales | %     | Votos | Concejales |
| Partido Popular (PP)                     | 73,33 | 77    | 4          | 59,63 | 65    | 4          | 65,45 | 72    | 4          | 67,44 | 87    | 4          | 64,18 | 86    | 4          |
| Partido Socialista Obrero Español (PSOE) | 23,81 | 25    | 1          | 30,28 | 33    | 1          | 30,28 | 33    | 1          | 26,36 | 34    | 1          | 40,30 | 54    | 1          |
| Unión del Pueblo Salmantino (UPSa)       | —     | —     | —          | —     | —     | —          | —     | —     | —          | —     | —     | —          | 5,97  | 8     | 0          |